# 넷피아
넷피아는 도메인 주소의 등록과 “자국어 도메인 주소” 운영 등의 사업을 영위하는 대한민국의 기업이다.

### 사업 분야

#### 자국어인터넷주소
현재 국제적으로 사용되고 있는 국제화 도메인 네임(IDN)은 2003년 제정된 IDNA 규격을 따른다. 하지만 넷피아는 그보다 일찍 NLIAS (Native Language Internet Address System)이라는 이름의 자체 규격을 이용하여 비-ASCII 문자를 이용한 도메인 체계를 개발하였다. 넷피아 측은 NLIAS를 인터넷 표준으로 등재하려고 시도하였고 인터넷 초안(Internet Draft)을 국제 인터넷 표준화 기구에 제출하였으나, 국제표준화 달성에는 실패하였다. NLIAS의 구현을 위하여, 넷피아 측은 널리 사용되고 있는 오픈 소스 DNS 서버 소프트웨어인 BIND를 해당 규격을 지원하도록 수정하여 배포하기도 하였다.
넷피아 자국어인터넷주소의 가장 큰 특징은 TLD를 가지지 않는다는 것이다. 통상적으로 이용되는 도메인 주소 체계는 점('.', U+002E)으로 구분되는 계층적 구조를 가지고 있다. 예를 들어, 도메인 주소 www.naver.com은 '.'(root) → 'com' → 'naver' → 'www'의 계층적 구조로 구성되어 있으며, 각각의 구성 요소에 따라 루트 네임 서버, Verisign의 com TLD 루트 네임서버, 네이버의 네임 서버에 차례로 접근해 최종적으로 얻고자 하는 정보(호스트의 네트워크 주소 등)를 획득한다. 하지만 넷피아의 NLIAS에서는 전통적인 DNS의 계층 구조를 따르지 않은, 키워드만으로 구성된 주소 또한 유효한 주소로 간주되었다.
당초 넷피아에서는 ISP와의 제휴를 통해 NLIAS에 대응하는 네임서버를 설치하여 자국어인터넷주소를 서비스하였다. 하지만 인터넷 익스플로러가 버전 5부터 URI의 형태를 하지 않은 키워드가 주소창에 입력되었을 때, DNS 리졸빙을 하지 않고 MSN으로 연결시키도록 구조를 변경함에 따라 이러한 방식을 WWW에서 사용하기 어렵게 되었다. 넷피아는 이를 회피하기 위해 주소창에 키워드를 입력했을 때 브라우저가 연결하는 검색 엔진 URL(IE의 경우 auto.search.msn.com)을 자사의 서비스로 연결되도록 하는 것으로 대응하였다.
인터넷 익스플로러는 버전 7부터 주소창 우측에 별도의 검색창을 기본 탑재하였는데, 넷피아는 마이크로소프트의 이러한 정책 변경에 대해 크게 반발하였으나 이 구조 변경은 철회되지 않았고, 버전 9부터는 아예 분리되어 있던 주소창과 검색창이 통합되었다. 구글에서 개발한 크롬은 첫 릴리즈부터 주소창이 검색창과 통합된 형태로 제작되었고, 모질라 파이어폭스 역시 비슷한 정책을 도입하면서 주요 웹 브라우저에서 이 방식의 사용이 불가능한 상황이 되었다. 이에 넷피아에서는 자사의 자국어도메인 서비스를 이용할 수 있는 전용 프로그램을 자체 개발하여 제공하고 있다.

## 같이 보기
- 인터넷 키워드 서비스
- Turkish NLIA experience

## 참고
1. ↑  P. Faltstrom, P. Hoffman, A. Costello (2003년 3월). “Internationalizing Domain Names in Applications (IDNA)”. 《IETF Documents》.
2. ↑  JH. BAE, CH. LEE (2001년 11월 12일). “Native Language Internet Address Service (NLIAS)”. 《IETF Documents》.
3. ↑  “nBIND(BIND) 다운로드”. 《넷피아 DNS컨설팅》.
4. ↑  P. Mockapetris (1987년 11월). “Domain Names - Concepts and Facilities”. 《IETF Documents》.
5. ↑  강훈상 (2000년 12월 10일). “<분석>키워드 한글도메인 시장놓고 넷피아-MS 맞대결”. 《연합뉴스》.
6. ↑  유윤정 (2006년 8월 9일). “「MS-넷피아 분쟁」 네티즌 반응도 엇갈려”. 《ZDNet Korea》.
7. ↑  우승현 (2006년 7월 10일). “넷피아 “공정위에 MS제소 불사””. 《문화일보》.
8. ↑  심재석 (2010년 9월 12일). “IE9, 한글인터넷주소 ‘넷피아’를 위협할까”.